# Haslen (Glarona Sud)
Haslen (toponimo tedesco) è una frazione di 999 abitanti del comune svizzero di Glarona Sud, nel Canton Glarona.

## Geografia fisica
Haslen si trova nella valle del fiume Linth e il villaggio sorge sulla riva orientale del fiume, a un'altitudine di circa 586 metri. I villaggi di Leuggelbach e Diesbach si trovano dall'altra parte del fiume, a ovest, mentre Hätzingen si trova a sud e Schwanden a nord. [
Haslen ha una superficie, definita dai precedenti confini comunali nel 2006, di 11,51 . km2 Di questa superficie, il 42,9% è utilizzato per scopi agricoli, mentre il 45,2% è coperto da foreste. Il 3,3% del resto del territorio è edificato (edifici o strade) e il restante 8,6% è improduttivo (fiumi, ghiacciai o montagne).

## Storia

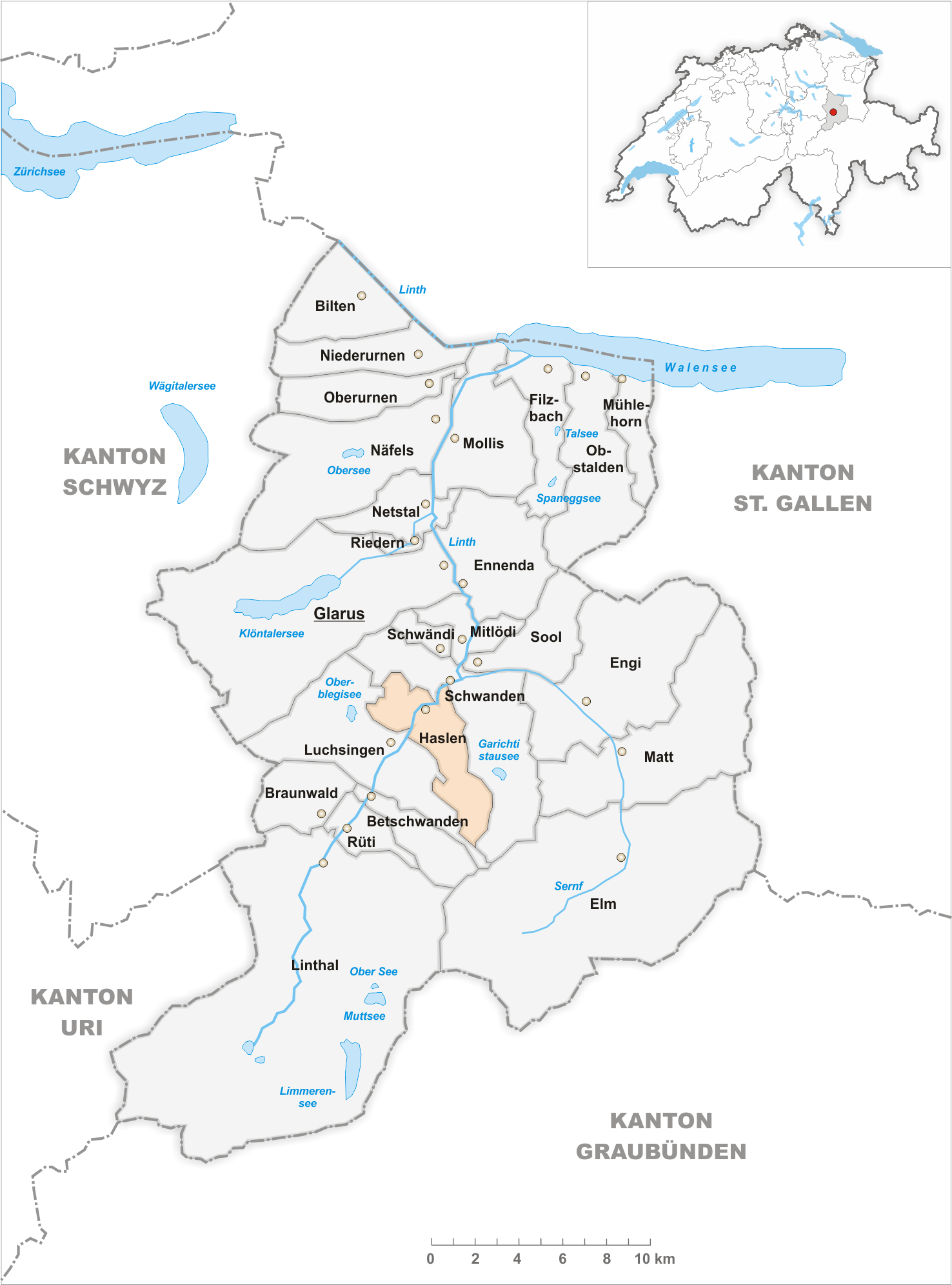
Il territorio del comune di Haslen prima degli accorpamenti comunali del 2011

Già comune autonomo che si estendeva per 11,51 km² e che comprendeva anche le frazioni di Büel, Leu, Mülibächli, Oberhaslen e Zussigen, il 1º gennaio 2006 aveva inglobato i comuni soppressi di Leuggelbach e Nidfurn. A sua volta Haslen il 1º gennaio 2011 è stato accorpato agli altri comuni soppressi di Betschwanden, Braunwald, Elm, Engi, Linthal, Luchsingen, Matt, Mitlödi, Rüti, Schwanden, Schwändi e Sool per formare il nuovo comune di Glarona Sud.

## Società

### Evoluzione demografica
L'evoluzione demografica è riportata nella seguente tabella:
Abitanti censiti

## Infrastrutture e trasporti
La località è servita dalla stazione di Nidfurn-Haslen sulla ferrovia Ziegelbrücke-Linthal (linea S25 della rete celere di Zurigo).

## Amministrazione
Ogni famiglia originaria del luogo fa parte del comune patriziale che ha la responsabilità della manutenzione di ogni bene comune.